# Łuna 2
Łuna 2 – bezzałogowa sonda kosmiczna wystrzelona przez ZSRR. Celem jej było zderzenie się z powierzchnią Księżyca. Misja zakończyła się sukcesem. Łuna 2 była pierwszym statkiem, który zderzył się z Księżycem.

## Opis misji
Łuna 2 była drugim radzieckim statkiem mającym trafić w Księżyc i pierwszym, któremu się to udało. Po starcie i uzyskaniu prędkości ucieczkowej, 12 września (13 września czasu moskiewskiego), Łuna 2 odrzuciła trzeci stopień rakiety nośnej, który podążał za nią aż w pobliże Księżyca. Tego samego dnia statek wypuścił pomarańczową chmurę sodu, która umożliwiła śledzenie statku oraz badanie rozprzestrzeniania się gazu w przestrzeni kosmicznej. 13 września, po 33,5 godzinie lotu, radiowy sygnał emitowany przez Łunę 2 urwał się nagle, oznajmiając tym samym uderzenie sondy w powierzchnię Księżyca. Miejsce zderzenia miało współrzędne selenograficzne: 29,1° N, 0° (Mare Serenitatis, koło kraterów Aristides i Archimedes). Około 30 minut później w Księżyc uderzył trzeci stopień rakiety nośnej, która wyniosła Łunę 2. Przeprowadzone pomiary potwierdziły fakt braku księżycowego pola magnetycznego i księżycowych pasów radiacyjnych oraz istnienie wiatru słonecznego.
Statek miał pozostawić na Księżycu dwie tytanowe kule (o średnicach 7,5 i 12 cm). Były one wypełnione materiałem wybuchowym. Jego eksplozja miała rozerwać kule i rozrzucić na powierzchni pamiątkowe pięciokąty, z których zbudowane były obie kule. Każdy z pięciokątów nosił inskrypcję: Wrzesień 1959, ZSRR, oraz godło ZSRR z sierpem i młotem. Ostatni człon rakiety, który uderzył w Księżyc 30 minut po sondzie, zawierał aluminiowe paski. Zawierały one takie same napisy jak pięciokąty na kulach.
Łuna 2 i kule prawdopodobnie wyparowały. Statek uderzył w powierzchnię Srebrnego Globu z prędkością około 3,3 km/s. Zakładając, że energia zderzenia przekształciła się w ciepło, temperatura w miejscu zderzenia mogła wynieść ponad 10 000 °C.
15 września 1959 premier ZSRR Nikita Chruszczow ofiarował prezydentowi USA Dwightowi D. Eisenhowerowi kopie ozdób wyniesionych przez Łunę 2.

## Oznaczenia
Udaną misję Łuny 2 poprzedziła jedna nieudana próba startu. Statek typu Łuna 2, który uległ zniszczeniu, oznacza się w chronologii lotów kosmicznych jako E-1A 5. Zobacz też: rakieta nośna Łuna 8K72.

## Budowa i działanie
Statek miał kształt kuli. Z jednej z półkul wystawały cztery krótkie anteny oraz dłuższy od nich wysięgnik z magnetometrem. Statek nie posiadał własnego systemu napędowego. Zasilanie odbywało się z ogniwa chemicznego (srebro-cynk i rtęć).
Sonda obracała się z okresem 840 sekund, a okres precesji osi obrotu wynosił 86 sekund.
Sód był przechowywany w zbiorniku, pod ciśnieniem 1,3 atmosfery. Dzięki specjalnemu systemowi kontroli (ogrzewanie promieniami słonecznymi i wymuszona cyrkulacja gazu) jego temperatura nie przekroczyła 20 °C.
Do komunikacji z Ziemią statek używał dwóch częstotliwości. Na 19,993 MHz, z transmisją telegraficzną (0,5 - 0,8 sekundy), transmitowano dane z przyrządów naukowych. System telemetrii pracował na częstotliwości 183,6 MHz. Statek posiadał też prawdopodobnie odbiornik radiokomend, pracujący na częstotliwości 115 MHz.

## Ładunek
- system śledzenia i telemetrii (115 MHz, 183,6 MHz; 19,993 MHz)
- magnetometr trójosiowy typu fluxgate

Tworzyły go trzy niezależne magnetometry. Dynamiczny zakres czujników wynosił od -3000 do +3000 nT. Ucyfrowienie sygnału w dwóch kanałach 5-bitowych dawało czułość 600 nT/V.
- licznik Geigera
- licznik scyntylacyjny
- detektor mikrometeoroidów, i in.
- zbiornik z sodem
- medale